# 刘文杰 (1947年)
刘文杰（1947年—），汉族，中华人民共和国政治人物、第十一届全国政协委员。
加入中国共产党，担任海关总署原副署长、党组成员。2008年，当选第十一届全国政协委员，代表对外友好界，分入第四十七组。并担任外事委员会专委。